# Tour of Oman
Tour of Oman är ett etapplopp i landsvägscykling för herrar som hålls i Oman. Loppet arrangeras av ASO och hölls för första gången mellan den 14 och 19 februari 2010. Loppet har tidigare varit en del av  UCI Asia Tour men är sedan 2020 en del av UCI ProSeries, dock inställd under både 2020 och 2021.

## Vinnare
| År   | Vinnare           | Tvåa                   | Trea               |          |
| ---- | ----------------- | ---------------------- | ------------------ | -------- |
| 2010 | Fabian Cancellara | Edvald Boasson Hagen   | Cameron Meyer      |          |
| 2011 | Robert Gesink     | Edvald Boasson Hagen   | Giovanni Visconti  |          |
| 2012 | Peter Velits      | Vincenzo Nibali        | Tony Gallopin      |          |
| 2013 | Chris Froome      | Alberto Contador       | Cadel Evans        |          |
| 2014 | Chris Froome      | Tejay van Garderen     | Rigoberto Urán     |          |
| 2015 | Rafa Valls        | Tejay van Garderen     | Alejandro Valverde |          |
| 2016 | Vincenzo Nibali   | Romain Bardet          | Jakob Fuglsang     |          |
| 2017 | Ben Hermans       | Rui Costa              | Fabio Aru          |          |
| 2018 | Alexej Lutsenko   | Miguel Ángel López     | Gorka Izagirre     |          |
| 2019 | Alexej Lutsenko   | Domenico Pozzovivo     | Jesús Herrada      |          |
| 2020 | inställt          | inställt               | inställt           | inställt |
| 2021 | inställt          | inställt               | inställt           | inställt |
| 2022 | Jan Hirt          | Fausto Masnada         | Rui Costa          |          |
| 2023 | Matteo Jorgenson  | Mauri Vansevenant      | Geoffrey Bouchard  |          |
| 2024 | Adam Yates        | Jan Hirt               | Finn Fisher-Black  |          |
| 2025 | Adam Yates        | Valentin Paret-Peintre | David Gaudu        |          |